# Iru Khechanovi
Irina "Iru" Khechanovi (en georgiano: ირინა "ირუ" ხეჩანოვი; Tbilisi, Georgia, 3 de diciembre de 2000), conocida también simplemente como Iru, es una cantante y compositora georgiana. Como miembro del grupo de chicas Candy, ganó el Festival de la Canción de Eurovisión Junior 2011 con la canción "Candy Music". En 2023, ganó la quinta temporada de The Voice of Georgia, por lo que ganó el derecho a representar a Georgia en el Festival de la Canción de Eurovisión 2023, que se llevó a cabo en Liverpool, Reino Unido, y en el que no logró avanzar a la final.

## Biografía
Khechanovi, de ascendencia armenia, nació el 3 de diciembre de 2000 en Tbilisi. En 2011, en su undécimo cumpleaños, representó a Georgia en el Festival de la Canción de Eurovisión Junior 2011 en Ereván, Armenia, como miembro del grupo de chicas Candy. El grupo ganó la competición con 108 puntos.

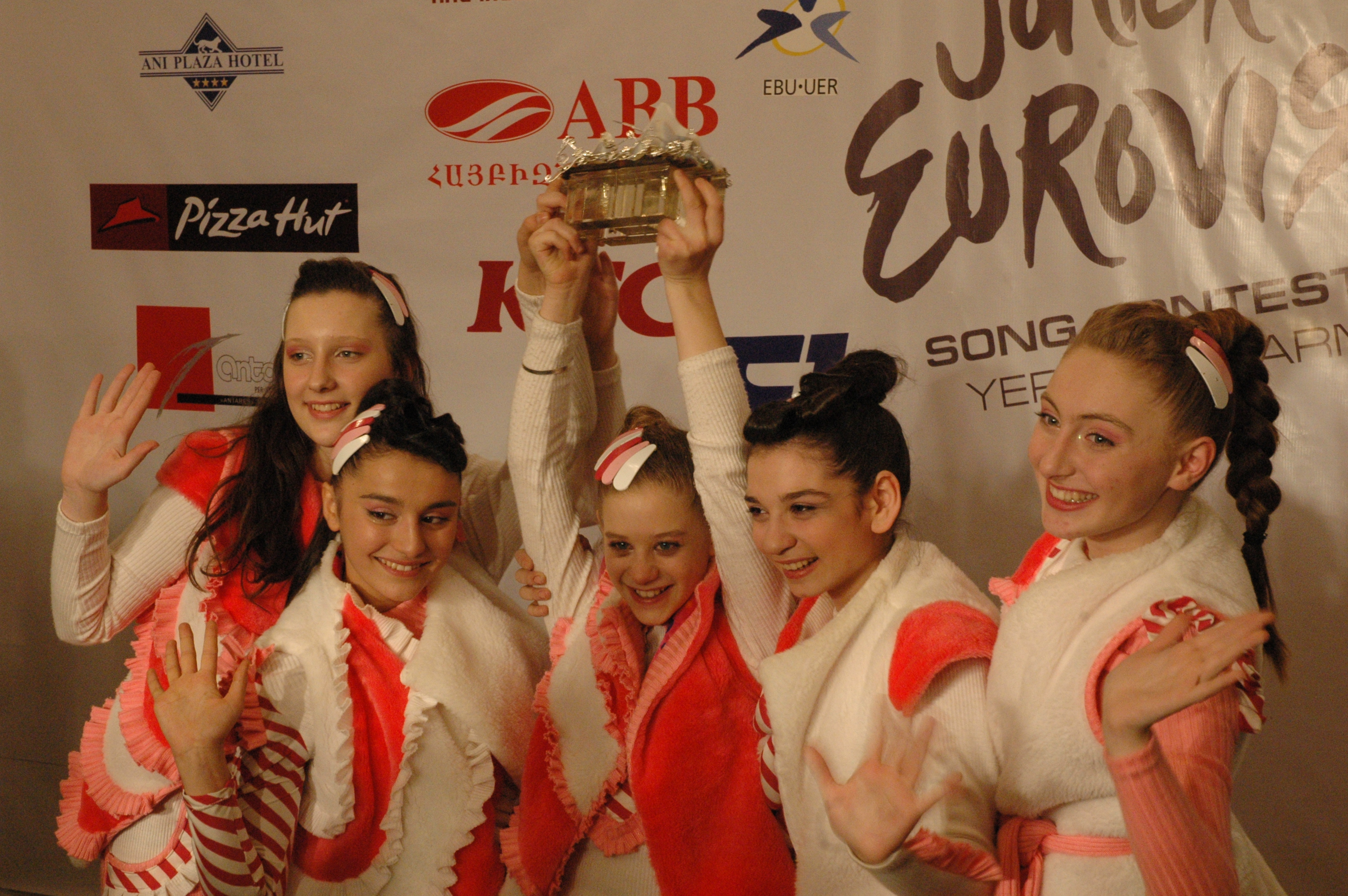
Khechanovi (centro) después de ganar el Festival de la Canción de Eurovisión Junior 2011

En 2019, Khechanovi participó en Georgian Idol. En 2021, lanzó su sencillo debut como solista "No Jerk Around Me".
En 2022, Khechanovi actuó en el Festival de la Canción de Eurovisión Junior 2022 como parte de un popurrí de ganadores anteriores. También había coescrito la canción "I Believe" de Mariam Bigvava, la candidatura georgiana para el concurso de ese año, que se clasificó en tercera posición. Más tarde ese año, Khechanovi participó en la quinta temporada de The Voice of Georgia. Luego, ganó el concurso el 2 de febrero de 2023, consiguiendo así el derecho a representar a Georgia en el Festival de la Canción de Eurovisión 2023, actuando en la segunda semifinal el 11 de mayo de 2023 con la canción "Echo".
En el Festival de Eurovisión de ese año no logró avanzar a la fase final, y se clasificó en la 12.ª posición con 33 puntos.
| The Voice Georgia: actuaciones y resultados | The Voice Georgia: actuaciones y resultados    | The Voice Georgia: actuaciones y resultados | The Voice Georgia: actuaciones y resultados |
| Fase                                        | Canción                                        | Artista original                            | Resultado                                   |
| ------------------------------------------- | ---------------------------------------------- | ------------------------------------------- | ------------------------------------------- |
| Audiciones a ciegas                         | "Never Enough"                                 | Loren Allred                                | Se une al equipo de Dato Porchkhidze        |
| Las batallas                                | "Leave the Door Open"                          | Silk Sonic                                  | Avanza                                      |
| Cuartos de final                            | "Smells Like Teen Spirit" / "Around The World" | Nirvana / Daft Punk                         | Avanza                                      |
| Semifinal                                   | "Rise Like a Phoenix"                          | Conchita Wurst                              | Avanza                                      |
| Final                                       | "Euphoria"                                     | Loreen                                      | Ganadora                                    |

## Discografía

### Sencillos
- 2021 – "No Jerk Around Me"
- 2022 – "Not Like Today"
- 2022 – "Tu mama"
- 2023 – "Idea"
- 2023 – "Echo"